# Babinet-Kompensator
Ein Babinet-Kompensator (nach dem französischen Physiker Jacques Babinet) ist eine hauptsächlich in der Mikroskopie verwendete optische Komponente, die eine stufenlos einstellbare Phasenverschiebung zwischen verschiedenen polarisierten Komponenten von Licht einführt. Dies ist der wesentliche Vorteil gegenüber Lambda-Plättchen, die eine feste Phasenverschiebung (z. B. {\displaystyle \lambda /4}) bewirken.

## Aufbau und Funktionsweise

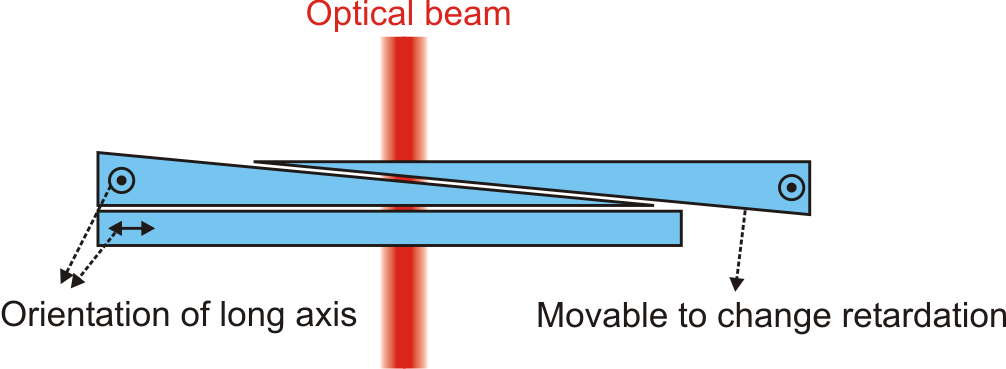
Babinet-Kompensator

Der Babinet-Kompensator besteht aus zwei Keilen doppelbrechenden Materials (z. B. Kalkspat), deren (kristall)optische Achsen senkrecht zueinander angeordnet sind. Die verschieden polarisierten Komponenten des einfallenden Lichts werden in den beiden Keilen verschieden verzögert. Verschiebt man die beiden Keile gegeneinander, so wird die optische Weglänge im doppelbrechenden Material und damit auch die Phasenverschiebung zwischen ordentlichem und außerordentlichem Strahl verändert. Im Gegensatz zum Wollaston-Prisma, das nach demselben Prinzip funktioniert, hat der Babinet-Kompensator so kleine Keilwinkel (etwa 2,5°), dass die räumliche Verschiebung zwischen den jeweils ordentlichen und außerordentlichen Strahlen keine Rolle spielt.
Die Phasenverschiebung {\displaystyle \Delta \varphi } ergibt sich aus den Dicken {\displaystyle d_{1}} und {\displaystyle d_{2}} der Keile und den Brechungsindizes für ordentlichen und außerordentlichen Strahl {\displaystyle n_{o}} und {\displaystyle n_{ao}}:
{\displaystyle \Delta \varphi ={\frac {2\pi }{\lambda }}(d_{1}-d_{2})(n_{o}-n_{ao})}
Ein Babinet-Kompensator ist wegen der veränderbaren effektiven Dicke ({\displaystyle d_{1}-d_{2}}) für verschiedene Wellenlängen {\displaystyle \lambda } einsetzbar, während Lambda-Plättchen streng genommen nur für eine Wellenlänge die exakte Phasenverschiebung liefern, da deren Dicke {\displaystyle d} fest ist.